# ポール・フレス
ポール・フレス (Paul Fraisse, 1911年 - 1996年) は時間知覚の業績で知られるフランスの心理学者。1966年から1969年まで国際心理科学連合の会長を務め、1952年から1979年までの間、フランスにおける多くの実験心理学者を輩出したパリ第五－ルネ・デカルト大学の実験心理学研究室の室長を務めた。ポール・フレッスとも表記される。
まずイエズス会の修練期の枠組みの中で神学のコースを辿ると、フレスは1930年から哲学とスコラ哲学に関心を向けた。学士号(licence)取得後は、ルーヴェンのカトリック大学の哲学研究所のアルベール・ミショットの研究室で実験心理学を専攻した。
フランスに帰国すると、知覚心理学の研究を続け、アンリ・ピエロンの後任として、1952年に高等研究実習院の「実験心理学・感覚生理学研究室」の指揮を取ることとなった。この研究室はフレスの監督下で「実験・比較心理学研究室」となった。この研究室は実験心理学を、とりわけ哲学に対して、自立した学問分野として科学の領域とフランスの大学に登録する主要な役割を担った。
フレスの研究業績は知覚の心理学、特に時間知覚に関するものである。ジャン・ピアジェの主張によれば、時間の概念は速さの概念に依存するのであるが、時間の判断は他の多くの変数に影響を受けうることを示して、とりわけこのピアジェの主張に反論した。この論争は二人の友情を変えることはなく、1963年から、9巻からなる重要な『実験心理学概論 (Traité de psychologie expérimentale)』を共同で出版した。

## 著書
- Les structures rythmiques : étude psychologique. Préface de Albert Michotte. Louvain : Publications universitaires de Louvain, 1956.
- Psychologie du temps, Fraisse P., 2e éd. rev. et augm., Paris, Presses universitaires de France, 1967.  （原吉雄、佐藤幸治共訳 『時間の心理学―その生物学・生理学』 東京創元社 1960年）
- Traité de psychologie expérimentale, Fraisse P. et Piaget J., 9 volumes, Paris, Presses universitaires de France, 1re édition, 1963.  （波多野完治、南博監修 『現代心理学』 白水社 1971-1972年）
- La psychologie expérimentale, Fraisse P., Paris, Presses universitaires de France, coll. "Que sais-je ?", 1966.  （島田実、岩脇三良共訳 『実験心理学』 文庫クセジュ413 白水社 1967年 ISBN 4-560-05413-4 ）